# Tubunae in Mauretania
Tubunae in Mauretania (łac. Diocesis Tubunensis in Mauretania) – stolica historycznej diecezji we Cesarstwie rzymskim w prowincji Mauretania Cezarensis, zlikwidowana w VII w. podczas ekspansji islamskiej, współcześnie w północnej Algierii. Obecnie katolickie biskupstwo tytularne. 

## Biskupi tytularni
| Lp. | Biskup                               | Funkcja                                               | Od              | Do              |
| --- | ------------------------------------ | ----------------------------------------------------- | --------------- | --------------- |
| 1   | Francis Brennan                      | –                                                     | 10 czerwca 1967 | 29 czerwca 1967 |
| 2   | Luis Mario Martínez de Lejarza Valle | biskup pomocniczy Santiago de Guatemala (Gwatemala)   | 8 stycznia 1968 | 8 kwietnia 1980 |
| 3   | Silvano Piovanelli                   | biskup pomocniczy Florencji (Włochy)                  | 28 maja 1982    | 18 marca 1983   |
| 4   | Giacomo Babini                       | biskup pomocniczy Arezzo-Cortona-Sansepolcro (Włochy) | 25 lipca 1987   | 7 grudnia 1991  |
| 5   | Hernán Alvarado Solano               | wikariusz apostolski Guapi (Kolumbia)                 | 13 lutego 2001  | 31stycznia 2011 |
| 6   | Peter Leslie Smith                   | biskup pomocniczy Portland (USA)                      | 4 marca 2014    |                 |